# El Palmar (ort i Dominikanska republiken)
El Palmar är en ort i Dominikanska republiken.   Den ligger i provinsen Baoruco, i den sydvästra delen av landet, 130 km väster om huvudstaden Santo Domingo. El Palmar ligger 14 meter över havet och antalet invånare är 2 445.
Terrängen runt El Palmar är huvudsakligen platt, men åt nordost är den kuperad. Runt El Palmar är det ganska tätbefolkat, med 104 invånare per kvadratkilometer. Närmaste större samhälle är Vicente Noble, 7,5 km öster om El Palmar. Omgivningarna runt El Palmar är en mosaik av jordbruksmark och naturlig växtlighet.